# André Bauchant
 (décembre 2019).
André Bauchant, né le 24 avril 1873 à Château-Renault en Indre et Loire et mort le 12 août 1958 à Montoire-sur-le-Loir est un peintre naïf autodidacte.

## Biographie
André Bauchant naît dans l'Indre-et-Loire, à Château-Renault, au 8 de la rue Marceau, dans le quartier du Pichon, d’un père pépiniériste et d’une mère couturière. Il quitte l’école à quatorze ans pour travailler la terre dans l’exploitation familiale.
En 1900, il épouse Alphonsine Bataillon. Ils font leur voyage de noces à Paris, lors de l’exposition universelle, et visitent le pavillon des Beaux-Arts où André achète des livres d’histoire et de mythologie...
Jusqu’en 1914, il est pépiniériste, son seul loisir étant ses livres. Lorsque la 1re guerre mondiale éclate, André Bauchant est mobilisé, à l'âge de 42 ans. En 1915, il est envoyé aux Dardanelles où il découvre la Grèce qu'il connaissait à  travers ses lectures. Pour passer le temps, il crayonne les paysages environnants. Au bout de neuf mois, malade, il est rapatrié puis l'armée ayant besoin de telemetreurs, il fait une formation. Il apprendra à dessiner avec exactitude et rigueur les paysages et les reliefs et à révéler un talent dont il n'avait pas encore conscience.
Libéré en 1919, il retrouve sa femme malade et son exploitation en friche. Il se retire dans les bois dans un ancien moulin à tan, La Blutière, à Auzouer-en-Touraine. C'est là qu'André Bauchant commence à peindre. Il n'a pas d'argent. Il utilise tous les supports qu'il peut trouver : les draps et les torchons du trousseau d'Alphonse, du carton, des caisses en bois, du cuivre.
Il peint dans une pièce sans lumière avec des peintures "chinees " chez le peintre en bâtiment.
En 1921, il expédie seize toiles au Salon d'Automne ; neuf sont retenues. C’est au cours de cette première participation que le peintre Amédée Ozenfant et l’architecte Le Corbusier remarquent sa peinture naïve et poétique ; ils deviennent ses premiers acheteurs et amis. En 1927 et 1928, Jeanne Bucher organise, dans sa galerie parisienne, la première exposition privée en montrant 75 toiles. C'est l'époque où Wilhelm Uhde le rencontre et l’associe aux « primitifs modernes ».
En 1928, il fait construire sa maison aux Tourneboeufs, à Auzouer-en-Touraine. Il peint désormais à plein temps et aborde différents thèmes : des scènes mythologiques et des tableaux religieux, des portraits, de très nombreux paysages, des bouquets et autres compositions florales, des oiseaux…
La même année, le directeur des Ballets russes, Serge de Diaghilev, découvre ses toiles et lui commande les décors pour la création d'Apollon musagète, un ballet de George Balanchine, sur la musique d'Igor Stravinsky ; il lui achète un tableau Champs-Élysées.
En 1937, André Bauchant participe à Paris à une exposition organisée par Andry-Farcy, conservateur du Musée de Grenoble, regroupant les principaux peintres autodidactes. Cette exposition s’intitule « Les Maîtres Populaires de la Réalité ». La même année, elle est présentée à Zurich, puis à Londres et enfin à New York. Les tableaux de Bauchant s’exposent et se vendent bientôt dans le monde entier. En 1939, il se rend en Hollande pour rencontrer un peintre, autodidacte et horloger de son métier, Dick Oudes ; il y fait également connaissance du peintre allemand  Erwin Bowien (1899-1972) qui exécute son portrait.
En 1943, sa femme Alphonsine meurt après une longue maladie.
En 1949, à Paris, 215 toiles sont exposées à la galerie Charpentier. L'année suivante, Bauchant est nommé au grade de Chevalier de la Légion d’honneur pour ses 54 ans d’activité artistique et de service militaire. Pour Bauchant, qui a 77 ans, cette consécration est un symbole fort de réussite. Au mois de décembre, il épouse en secondes noces Marie Joly, sa gouvernante.
André Bauchant, vieillissant, désire habiter une maison en ville, celle des Tourneboeufs étant à l’époque isolée dans la campagne. Son goût pour la vallée du Loir lui fait rechercher une maison à Montoire-sur-le-Loir. En 1955, il y achète une grande maison et installe son atelier au premier étage. À l’époque, vu son grand âge, il ne sort guère, mais reçoit beaucoup : des amis et acheteurs venus de Paris, des amis de Tours, tous ceux que sa peinture a piqué de curiosité jusqu'à venir rencontrer le peintre…
Malade, il est victime d’une congestion cérébrale en décembre 1956, mais il continue à peindre, des fleurs, des arbres fruitiers, des kermesses, des paysages de la vallée du Loir…, jusqu’en septembre 1957.
Le 12 août 1958, à 85 ans, André Bauchant s’éteint paisiblement. Il repose au cimetière de Montoire-sur-le-Loir, allée des Roses, laissant derrière lui une œuvre considérable et quelques toiles inachevées ; en 40 ans il a peint environ 3 000 toiles, répertoriées en 2005 dans le catalogue raisonné de son œuvre.

## Inspiration
Peintre autodidacte, André Bauchant peint des sujets historiques, mythologiques ou inspirés par la Bible ; ses tableaux sont réalisés dans une veine naïve et vivement colorés. Il puise aussi son inspiration dans des livres, comme La France illustrée de Malte-Brun, Petit Larousse illustré ou la Géographie d’Adolphe Joanne, ainsi que dans des ouvrages pratiques (le Catalogue des graines Clause et Truffaut par exemple)
Mais il s'inspire aussi de scènes de la vie quotidienne (marchés, moissons, vendanges…), des paysages de Touraine et de sa ville natale Château-Renault, ainsi que de ses souvenirs de voyage (Grèce, Détroit des Dardanelles, Hollande, Saint-Paul de Vence, les Pyrénées lors d 'un pèlerinage à Lourdes)). il peint ses relations proches (médecin, cordonnier, son facteur) et la nature (fleurs, arbres, fruits, oiseaux et autres animaux).

## Expositions
- Exhibition 01. André Bauchant | Camille Bombois | Séraphine Louis | Henri Rousseau | Louis Vivin, Zander Collection, Cologne, 25. novembre 2023 – 24. avril 2024.
- Welche Moderne? In- und Outsider der Avantgarde, Sprengel Museum Hannover, Hanovre, 6. mai 2023 – 17. septembere 2023), Kunstsammlungen Chemnitz, Chemnitz, 22. octobre 2023 – 14. janvier 2024.
- Die Maler des Heiligen Herzens, Museum Frieder Burda, Baden-Baden, 16. juliette 2022 – 20. novembere 2022, Museen Böttcherstraße, Brême, 3. decembre 2022 – 12. mars 2023.
- Du Dounier Rousseau à Seraphine. Le grands maître naïfs, Musée Maillol, Paris, 11. septembre 2019 – 23. février 2020.
- 27 Künstler, 209 Werke, Zander Collection, Bönnigheim, 23. mars – 28. août 2016.
- André Bauchant (1873–1958). Maler und Gärtner. Retrospektive, Museum Charlotte Zander, Bönnigheim, 4. février 2001 – 24. juin 2001.
- André Bauchant, Musée Maillol, Paris, 9. mars 1995 – 15. octobre 1995.
- Trésors du Petit Palais de Genève - De Renoir à Kisling, palais de la Bourse, Chambre de commerce et d'industrie de Marseille, juin-octobre 1990.
- Die Kunst der Naiven. Themen und Beziehungen, Haus der Kunst, Munich, 1. novembre 1974 – 12. janvier 1975, Kunsthaus de Zurich, Zurich, 25. janvier 1975 – 31. mars 1975.
- André Bauchant, Stedelijk Museum, Amsterdam, mai – juin 1949.
- Masters of Popular Painting. Modern Primitives of Europe and America, Museum of Modern Art, New York, 27. avril – 24. julliet 1938.
- Les Peintres du cœur sacré, Galerie des Quatre Chemins, Paris, 8. juin – 21. juin 1928.
- Salon d'Automne, Grand Palais, Paris, 1921 – 1928.

## Collections publiques
- musée du Petit Palais, Genève.
- Musée d'Art naïf et d'Arts singuliers, Laval[5] :
  - L'Assomption de la Vierge, huile sur toile, 1924[6].
  - Adam et Eve chassés du Paradis, huile sur toile, 1925[7].
  - L'Apothéose d'Homère, huile sur toile, 1927[8].
  - Le martyre de saint André, huile sur toile, 1949[9].
- Musée des arts contemporains, Grand-Hornu, Boussu :
  - Deux personnages mythologiques au rocher, huile sur isorel, 1925[10].
  - L'événement au village, huile sur toile, 1927[8].
  - Ganymède ou La chasse troublée, huile sur toile, 1930[11].
- Musée de Grenoble :
  - Le repos au bord de la route, huile sur toile, 1932[12].
  - Le buisson de fleurs, huile sur toile, 1946[13].
- Musée d'Arts, Nantes :
  - Magnolias et narcisses, huile sur toile, 1931[14].
- Zander Collection, Cologne:
  - La bataille de Marathon, huile sur toile, 1926[15].
  - Le char d'Appolon, huile sur toile, 1928[15].
  - Le triomphe de Neptune, huile sur toile, 1929[15].
  - Triton et naiades, huile sur toile, 1929[15].
  - Les amours et les fleurs, huile sur toile, 1929[15].
  - Crucifixion, huile sur toile, 1930[15].
  - L'assomption, huile sur toile, 1934[15].
  - Portrait d'André Bauchant par lui-même, huile sur toile, 1938[15].
  - Le Château de Villandry / Loire près de Tours, huile sur toile, 1949[15].
- Fondation Dina Vierny - musée Maillol, Paris.
- Petit Palais, Paris :
  - Le mur aux oiseaux, huile sur toile 73 × 60 cm, 1930 (donation Maurice Girardin)[16].
- Musée d'Art et d'Archéologie, Senlis :
  - La rencontre, huile sur toile, 1928[17].
  - La fête de la Libération, huile sur toile, 1945[18].
- Musée d'Art moderne et contemporain, Strasbourg :
  - Couple dans un paysage, huile sur toile, 1927[19].
- Musée d'art moderne, Lille - Villeneuve d'Ascq :
  - Le cordonnier à la pipe, huile sur carton entoilé, 1923[20].
  - Le Styx ; Paysage de rochers, huile sur toile, 1939[21].
  - La cueillette des fraises, huile sur toile, 1940[22].

## Hommages
L'association Les amis d'André Bauchant a été créée en 1989.
Le collège de sa ville natale, Château-Renault, porte son nom.